# Chemische Verschiebung
Als chemische Verschiebung {\displaystyle \delta } (englisch chemical shift) bezeichnet man in der NMR-Spektroskopie den relativen Abstand des Zentrums einer Resonanzlinie der Probe (Frequenz {\displaystyle \nu _{\mathrm {Probe} }}) von dem eines willkürlich gewählten Standards (Frequenz {\displaystyle \nu _{\mathrm {ref} }}), dem die chemische Verschiebung 0 zugewiesen wird. Die von der Magnetfeldstärke des verwendeten Spektrometers unabhängige chemische Verschiebung wird in ppm angegeben und berechnet sich nach:
{\displaystyle \delta ={\frac {\nu _{\mathrm {Probe} }-\nu _{\mathrm {ref} }}{\nu _{\mathrm {ref} }}}}
Ursache der chemischen Verschiebung ist die magnetische Suszeptibilität der Elektronen, die den jeweiligen Atomkern umgeben. Diese führt zu einer teilweisen Abschirmung des externen Magnetfeldes durch die Elektronen.
Ist das Atom Teil eines Moleküls, so wird die Elektronendichte und damit die Abschirmwirkung durch die Nachbaratome beeinflusst. Im Großen und Ganzen ist der Abschirmeffekt umso schwächer, je elektronegativer die Nachbaratome sind. Anhand der chemischen Verschiebung lassen sich daher in einem NMR-Spektrum einzelne Substituenten oder funktionelle Gruppen identifizieren. Abschätzen lässt sich die chemische Verschiebung einer Gruppe durch die Shoolery-Regel. Genaue Werte sind stets auch vom verwendeten Lösungsmittel abhängig, besonders in polaren Lösungsmitteln oder konzentrierten Lösungen/Substanz ergeben sich zum Teil starke Abweichungen.
Für die 1H- und 13C-NMR-Spektroskopie in organischen Lösungsmitteln werden normalerweise die Resonanzlinien von TMS (Tetramethylsilan = (CH3)4Si) als Standard benutzt. Da das Silicium-Atom in TMS elektropositiven Charakter hat, die TMS-Referenzlinien also einen überdurchschnittlich starken Abschirmungseffekt zeigen, liegen die Spektren der meisten Moleküle bei positiven {\displaystyle \delta }, negative Werte sind aber ebenfalls möglich. In wässrigen Lösungen, in denen TMS unlöslich ist, werden stattdessen die wasserlöslichen Derivate DSS (Natriumsalz der 2,2-Dimethyl-2-silapentan-5-sulfonsäure) oder TSP (Natriumsalz der 3-(Trimethylsilyl)-propionsäure) verwendet.
In der älteren Literatur wurde manchmal noch die τ (tau)-Skala verwendet, in der das Referenzsignal von TMS bei 10 ppm liegt. Diese Skala ist heute nicht mehr gebräuchlich. Eine Umrechnung in die δ-Skala ist leicht möglich: δ = 10 ppm − τ.
Wegen der Elektronendichteverteilung entlang von chemischen Bindungen zeigt die CS in Molekülen eine starke räumliche Anisotropie. Diese tritt allerdings nur bei Messungen an Festkörpern in Erscheinung, da sie in Lösung durch die schnelle brownsche Molekularbewegung auf der NMR-Zeitskala ausgemittelt wird. Spektren unlöslicher Verbindungen z. B. können aber mithilfe von Magic Angle Spinning gewonnen werden.
In der 1H- und 13C-NMR-Spektroskopie wird häufig der Standard TMS nicht mehr selbst zur Probe zugegeben, sondern die Auswertung erfolgt relativ zur bekannten Verschiebung des Lösungsmittelsignals (Restprotonen) gegenüber TMS (siehe internes Referenzieren).

## Referenzierungsmethoden
In der Praxis können mehrere Methoden verwendet werden um chemische Verschiebungen während oder nach einem NMR-Experiment korrekt zu referenzieren. Diese können in indirekte und direkte Referenzierungsmethoden unterteilt werden. Indirektes Referenzieren nutzt einen anderen Kanal als den von Interesse für die korrekte Anpassung der ppm-Skala. So passen moderne NMR-Spektrometer routinemäßig durch indirektes Referenzieren mit Hilfe des Lösungsmittelsignals, genauer gesagt mit dessen Deuteriumsignal, die Skala anderer Kerne an. Sowohl indirektes als auch direktes Referenzieren kann auf verschiedene, durch IUPAC definierte, Verfahren bewerkstelligt werden:
1. Internes Referenzieren, wobei die Referenzsubstanz direkt in das zu analysierende System hinzugefügt wird.[2] Beispiel: Chloroform-d mit 1 % TMS, wobei das 1H-TMS-Signal definitionsgemäß auf 0 ppm gesetzt wird. Internes Referenzieren ist, wie oben erwähnt, gängige Praxis in der 1H- und 13C-NMR-Spektroskopie, da die Signale des verwendeten Lösungsmittels mittels kalibrierten Referenzierungstabellen auf die korrekte Verschiebung angepasst werden.[3][4] Ein mögliches Problem des internen Referenzieren ergibt sich, sofern nicht das Lösungsmittel selbst als Referenzsubstanz dient. In diesem Fall wird die Probe mit einer Referenzsubstanz kontaminiert, was die chemischen Verschiebungen beeinflussen kann.[2]
2. Externes Referenzieren, wobei sich die Probe und die Referenzsubstanz in zwei separaten koaxialen zylindrischen Gefäßen befinden.[2] Mit diesem Verfahren ist das Referenzsignal ebenfalls im zu analysierenden Spektrum vorhanden, obwohl sich die Referenzverbindung und der Analyt in unterschiedlichen Gefäßen befinden. Diese kontaminationsfreie Art des Referenzieren kommt vor allem in biomolekularen (wässrigen) Systemen zum Einsatz.[5] Sofern die Referenzsubstanz und der Analyt in unterschiedlichen Medien gelöst sind, müssen nachträglich mathematische Korrekturrechnungen durchgeführt werden um die unterschiedliche magnetischer Suszeptibilität der Medien zu korrigieren.[2][6] Dies mindert die Alltagstauglichkeit dieses Verfahrens erheblich.
3. Substitutionsmethode: die Probe und die Referenzsubstanz werden in unterschiedlichen NMR-Röhrchen vorbereitet und deren NMR-Spekten separat (sukzessiv) gemessen.[2] Ähnlich dem externen Referenzieren ist es mit diesem Verfahren möglich, kontaminationsfrei zu referenzieren. Sofern field/frequeny lock mittels 2H-Signal des deuterierten Lösungsmittel verwendet wird und das Lösungsmittel der Probe und der Referenz gleich sind, ist diese Methode unkompliziert. Werden hingegen unterschiedliche Lösungsmittel für Probe und Referenzsubstanz eingesetzt, müssen Korrekturrechnungen bezüglich unterschiedlicher magnetischer Suszeptibilität durchgeführt werden.[2][6] Kommen nicht-deuterierte Lösungsmittel zum Einsatz und field/frequency locking ist daher nicht möglich, muss das Shimmen des Magneten zwischen Analyt- und Referenzprobe strikt vermieden werden, da hierdurch das Magnetfeld verändert wird (und damit die chemische Verschiebung beeinflusst wird).[6]

Moderne NMR-Spektrometer nutzen die absolute scale (IUPAC-Empfehlungen von 2001 und 2008), welche das 1H-TMS-Signal als 0 ppm im Protonen-NMR-Spektrum definiert und die Frequenzen aller anderen Kerne als Prozent der TMS-Resonanzfrequenz ausdrückt:
{\displaystyle \Xi [\%]=100(\nu _{X}^{obs}/\nu _{TMS}^{obs})}
Die oben erwähnte Nutzung des Deuterium-(lock-)kanals, also des 2H-Lösungsmittelsignals in Kombination mit dem Ξ-Wert der absolute scale ist eine Form des internen Referenzierens. Dies ist besonders nützlich in der heteronuklearen NMR-Spektroskopie, da die lokalen Referenzsubstanzen nicht immer verfügbar oder leicht messbar sind (Bsp.: flüssiges NH3 als 0 ppm für 15N-NMR-Spektroskopie).

### Kritik an lock-basiertem internen Referenzieren
Lock-basiertes internes Referenzieren birgt jedoch auch Gefahren, da es auf einer spektrometer-internen Lösungsmitteltabelle beruht, welche die 2H-Verschiebungen aller Lösungsmittel enthält. Diese 2H-Verschiebungen können ungenau bestimmt und fehlerbehaftet sein – dies entspricht einem lösungsmittel-spezifischen systematischen Fehler, welcher auf die heteronukleare Skala übertragen wird. Die von IUPAC zur Verfügung gestellten Ξ-Werte der einzelnen Kerne können ebenfalls fehlerbehaftet sein und stellen eine weitere potentielle Fehlerquelle dar. Eine kürzlich veröffentlichte Studie zeigte für 19F-NMR-Spektroskopie, dass lock-basiertes internes Referenzieren mittels 19F-Ξ-Wert zu größeren Fehlern in der chemischen Verschiebung führt. Diese können leicht durch internes Referenzieren mittels kalibrierter Referenzverbindungen vermieden werden.